# Bindungsproblem
Unter dem Bindungsproblem (engl. Binding Problem) versteht man die Frage nach den neuronalen Grundlagen sensorischer Integration, also der Fähigkeit des Gehirns, aus einer Vielzahl von Sinneseindrücken einheitliche Wahrnehmungen zu konstruieren.
So sind im visuellen System Strukturen bekannt, die durch bestimmte Formen, Farben oder Bewegungen in ihrem rezeptiven Feld stärker aktiviert werden, als wenn andere Muster gezeigt werden. Diese Eigenschaft mancher Neurone ist Grundlage der Idee, dass die Sinnesinformation in derartige "Grundbestandteile" zerlegt und später wieder zusammengefügt wird. Sieht man nun zum Beispiel einen roten Ball sich von links nach rechts bewegen, so signalisieren dieser Idee zufolge und grob vereinfacht verschiedene Neurone "etwas Rotes", "etwas Rundes" und "eine Bewegung von links nach rechts".
Das Bindungsproblem stellt jetzt die – noch weitgehend ungeklärte – Frage, wie diese Signale zu dem Gesamteindruck eines sich bewegenden roten Balls "verknüpft" werden. Der Name geht auf wahrnehmungspsychologische Experimente unter anderem aus dem Labor von Anne Treisman ("Feature Integration Theory (FIT) of (Visual) Attention") zurück, in denen gezeigt werden konnte, dass es unter gewissen Bedingungen und in Abwesenheit von Aufmerksamkeit zu falschen Verknüpfungen kommen kann, und zum Beispiel Gegenstände in falschen Farben wahrgenommen werden können.
Eine Theorie aus der Neurophysiologie hierzu besagt, dass synchrone Oszillationen der beteiligten Neuronenverbände für das Zusammenführen dieser Information auf neuronaler Ebene verantwortlich sind. Im oben genannten Beispiel würde dies implizieren, dass Neurone für "etwas Rotes", "etwas Rundes" und "eine Bewegung von links nach rechts" in gleichen Zeitabständen rhythmisch aktiv wären. Experimentelle Messungen ergaben teils widersprüchliche Ergebnisse. Unklar ist hierbei auch, welche Zeitintervalle als "synchron" gelten, was als Oszillation gilt, und ob synchrone Aktivität Neurone in späteren Verarbeitungsstufen selektiv aktivieren oder nicht. Ebenso ist zu beachten, dass in manchen Gehirnregionen durchaus Neurone existieren, die stärker auf komplexe Stimulationen reagieren als auf isolierte Eigenschaften wie Farbe und Bewegung.
In Zusammenhang mit dem in den letzten Jahren gestiegenen Interesse an neurowissenschaftlichen Theorien des Bewusstseins wurde die vor allem von dem Theoretiker Christoph von der Malsburg ("Correlation theory of brain function") entwickelte Hypothese der Bindung durch synchrone Oszillation unter anderem von Wolf Singer ("Binding-By-Synchrony (BBS) Hypothesis"), zusammen mit Andreas K. Engel und Peter König, daneben von Pascal Fries ("Communication Through Coherence (CTC) Hypothesis") sowie von Francis Crick und Christof Koch ("Neuronal Coalitions Theory") vertreten. Die beiden letzteren distanzierten sich allerdings später von der Idee, möglicherweise mit Hilfe dieser Theorie Bewusstheit von Erlebnissen hinreichend erklären zu können.
Eine eindeutige Definition des Begriffs der Bindung (engl. 'binding') steht jedoch bis heute aus. Während er ursprünglich auf intramodale Integration in der Wahrnehmungskognition (also Vereinheitlichung innerhalb eines Sinnes wie in dem oben genannten Beispiel) beschränkt war, wurde er im Laufe der Zeit zunehmend ausgeweitet und wird heute zumeist für intermodale Integration (Zusammenführung der Sinne zu einer einheitlichen Wahrnehmung), aber auch bis hin zur integrativen Bindung von systematischen und kompositionalen Repräsentationen in der Sprachkognition der Kognitionswissenschaft verwendet.